# Beweging bij planten
Beweging bij planten zijn de drie fenomenen die planten de mogelijkheid verschaffen op uitwendige prikkels te reageren en zo nodig in hoog tempo, zonder dat zij over een centraal zenuwstelsel beschikken: tropie, nastie en taxie.

## Tropie

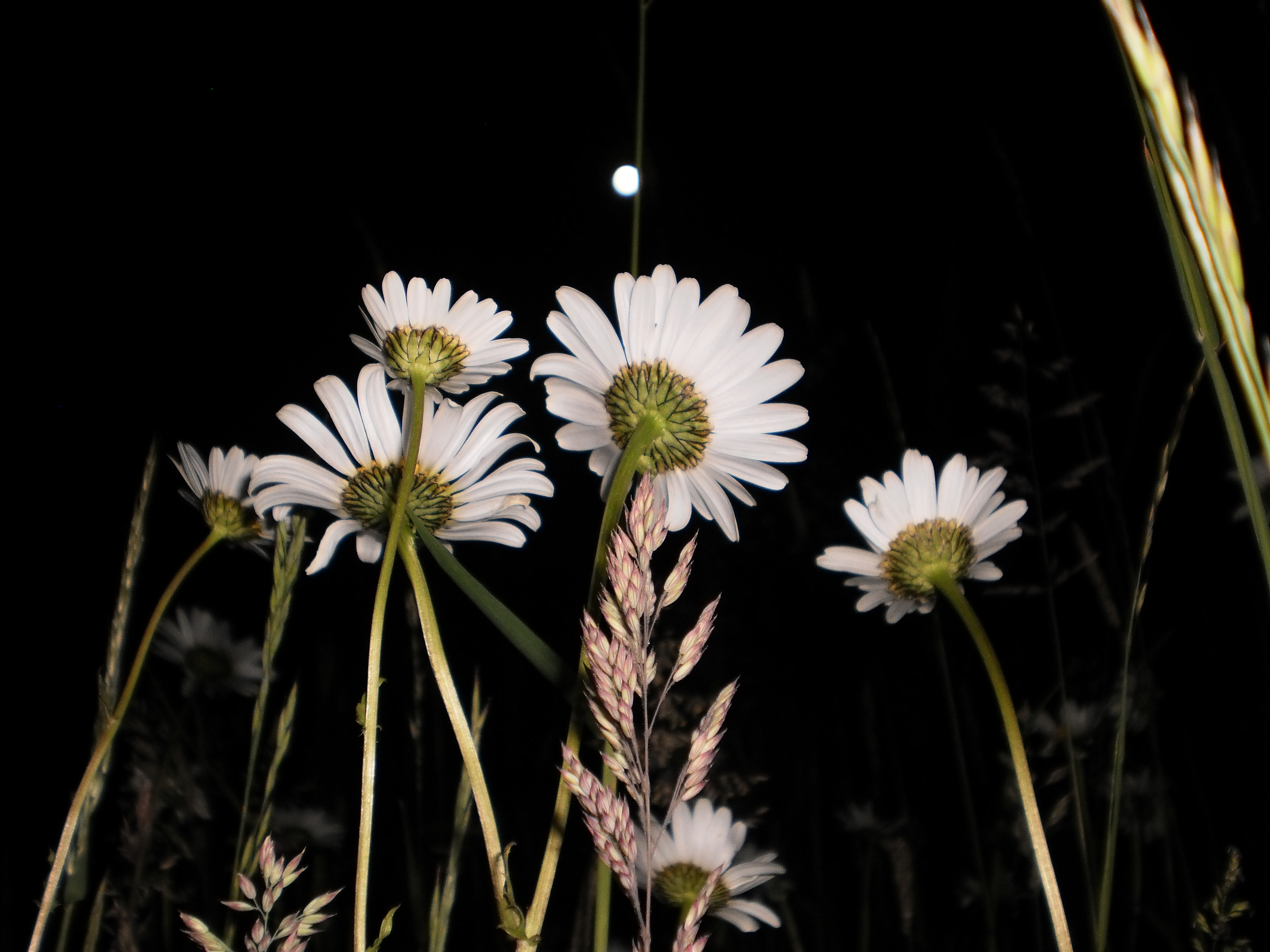
Fototropisme bij margriet.

Een tropie is een beweging die vooral bij planten wordt waargenomen en wordt opgewekt en gericht door een uitwendige prikkel. Bij een tropie bepaalt de prikkel de bewegingsrichting, zoals tegen de zwaartekracht ingroeien van wortels (geotropie)

## Nastie

Kruidje-roer-mij-niet (Mimosa pudica).

Een nastie is een beweging die vooral bij planten wordt waargenomen en wordt opgewekt door een uitwendige prikkel. Bij een nastie bepaalt de bouw van het bewegende orgaan de bewegingsrichting. Hierbij is het niet van belang waar de prikkel aan de plant plaatsvindt. De prikkel dient alleen als signaal voor de beweging. Een nastie vindt relatief snel plaats en kan omkeerbaar zijn, zoals de reactie op aanraking bij het kruidje-roer-mij-niet (thigmonastie) en de beweging van de sluitcellen van een huidmondje. De beweging van de sluitcellen van een huidmondje kan fotonastisch, hydronastisch of thermonastisch zijn.

## Taxie
Een taxie is een oriënteringsreactie van vrij beweegbare organismen, die hun beweging richten volgens de gradiënt van een zekere prikkel in hun omgeving. Het komt in het plantenrijk alleen voor bij vrij bewegende sporen, zoals zoösporen en stuifmeelkorrels. 